# Vexillum oniscinum
Vexillum oniscinum is een slakkensoort uit de familie van de Costellariidae. De wetenschappelijke naam van de soort werd in 1811 voor het eerst geldig gepubliceerd door Jean-Baptiste de Lamarck.